# Steen Pade
Steen Pade (født 24. april 1956 i København) er en dansk komponist, pianist og administrator i / leder af mange musikalske organisationer. Siden 2006 har han været direktør for Københavns Teater (Det københavnske Teatersamarbejde).
Han voksede op nord for København som efternøler i et grossererhjem. Ifølge hans egen beretning besluttede han sig for at blive musiker, da en dag han på grund af sygdom var hjemme fra skole og lå og lyttede til Brahms 4. symfoni: ”Da førsteviolinerne satte i variationstemaet i E-dur i anden sats, så var jeg sikker på, at jeg ville være musiker. For det sted, det er så smukt”. 
Som komponist startede han allerede i 1970 og præsenterede sig officielt i 1986. Han har fået opført mange af sine værker, klaverkoncerten endda mange gange, og både den, klaverstykket Florilegium fra 1979 og Udflugt med omveje for accordeon er indspillet på CD, klaverkoncerten endda to gange. Imidlertid er komponistkarrieren sat på pause til fordel for diverse stillinger som administrator. De to tunge poster som rektor for Det Kgl. Danske Musikkonservatorium i 13 år og den nuværende post som leder af det københavnske teatersamarbejde har affødt en række meget kritiske kommentarer. Pade omtales som ”en af den daværende kulturminister Brian Mikkelsens mænd i mørke jakkesæt”, ”en papirflytter” og ”systemorienteret og ikke-indfølende”. Omvendt respekteres han af andre som ”dygtig og uhyre flittig” og en ”man kan stole på” der ”fik styr på rodebutikken” (Konservatoriet). Alle citater er fra Politikens artikel.
Han er Ridder af Dannebrog.

## Uddannelse og karriere
- 1974-1980: Klaver- og komponiststudier ved Det Kgl. Danske Musikkonservatorium med bl.a. Ib Nørholm som lærer, afsluttende med diplomeksamen som pianist.
- 1983-1986: Komponiststudier ved Det Jyske Musikkonservatorium med Per Nørgård og Karl Aage Rasmussen som lærere
- 1980-1989: Free-lance komponist og pianist
- 1983-1988: Formand for Samfundet til Udgivelse af Dansk Musik
- 1984-1987: Leder af NUMUS-festivalen
- 1989-1993: Musikchef for Aarhus Symfoniorkester
- 1993-2006: Rektor for Det Kgl. Danske Musikkonservatorium
- 2003-2005: Master i Public Administration ved Copenhagen Business School
- Fra 2006 har han været direktør for Københavns Teater, der fra juli 2012 hedder Det Københavnske Teatersamarbejde.

## Værker (ikke komplet)
- Passacaglia (klaver, 1978)
- Symphony in two Movements (orkester 1979)
- Florilegium (klaver 1979)
- Symfoni nr.2, "Regression in One Movement", for orkester (1980-81)
- Seks Gotiske Stykker (orgel, 1981; revideret 1984 og 1996)
- Reconaissance (strygekvartet og klaver 1982)
- Tre Klaverstykker (1983-84)
- Strygekvartet (1983)
- Klaverkoncert (1985)
- Arcus (kammerorkester 1986)
- Udflugt med omveje (accordeon 1987)
- Innerlich (kammerensemble 1988)
- Nostos (fløjte, violin, viola og cello 1989)
- Strygekvartet nr. 2 (1989)
- Fire Arier fra ”Kongens fald” (sopran og instrumenter 1989)
- Cadenza – Aprilis (accordeon 1990)
- Strygekvartet nr. 3 – Nature morte (1990)
- Klaversonate nr. 2 (1991)
- Movements (cello og guitar 1991)
- Lamento (klaverkvartet 1991)
- Sørgemarch (orgel 1992)
- Liturgi (kammerorkester 1993)
- Strøg og Hamre (cello og klaver 1994)
- Six Gothic pieces (orgel 1996)
- Sinfonietta (orkester 1998)
- Dreams Waters (klaver 1998)
- Am Abend (baryton og orkester)
- Four Songs To Texts of Emily Dickinson (sopran og klaver)
- Hymne og klagesang (orkester)
- Vier Gesänge (baryton og klaver)